# Buffer (aplicación)
Buffer es una aplicación de software para la red Internet y dispositivos móviles destinada para administrar publicaciones en las redes sociales.
En el año 2010, el cofundador de la compañía Joel Gascoigne comenzó a desarrollar Buffer en Birmingham, Reino Unido. Cuatro días después del lanzamiento, la aplicación tuvo su primer usuario de pago. Después de 9 meses, 100 000 personas estaban usando la aplicación. Actualmente Joel Gascoigne es el director general de Buffer.
En diciembre del año 2020, el equipo de Buffer tenía 85 personas que trabajaban a distancia desde 15 países de todo el mundo, más de 4.5 millones de usuarios registrados y más de 16 millones de dólares de ingresos anuales.

## Particularidades
Buffer es el socio de marketing oficial de Facebook, por lo que la aplicación no tiene problemas de publicación en Facebook e Instagram. Buffer también es compatible con Twitter, Pinterest y LinkedIn. En todas las versiones de Buffer, se puede asignar, corregir o eliminar los intervalos de tiempo de publicación.
La versión gratuita de la aplicación le permite programar un máximo de 10 publicaciones y administrar solo una cuenta. El período gratuito dura 14 días. 
Hay tres planes pagados, la diferencia entre los cuales es el límite de publicaciones, el número de usuarios y cuentas, el acceso a funciones particulares, por ejemplo, el administrador de hashtags.
La aplicación muestra estadísticas de publicaciones: el número de clics, retuits, me gusta, favoritos, menciones y vistas posibles de cada mensaje. En las versiones pagadas, estas estadísticas se amplían.
La aplicación Buffer es compatible con tres navegadores: Google Chrome, Safari y Mozilla Firefox. La versión móvil funciona en iOS y Android.
Las empresas como Nike, Microsoft y Business Insider utilizan Buffer.